# Хоцича-Велика
Хоцича-Велика (пол. Chocicza Wielka, нім. Groß Gottschütz) — село в Польщі, у гміні Вжесня Вжесінського повіту Великопольського воєводства.
Населення — 146 осіб (2011).
У 1975-1998 роках село належало до Познанського воєводства.

## Демографія
Демографічна структура станом на 31 березня 2011 року:
|          | Загалом | Допрацездатний вік | Працездатний вік | Постпрацездатний вік |
| -------- | ------- | ------------------ | ---------------- | -------------------- |
| Чоловіки | 81      | 20                 | 55               | 6                    |
| Жінки    | 65      | 11                 | 43               | 11                   |
| Разом    | 146     | 31                 | 98               | 17                   |